# Saint-Martin-le-Mault
 Saint-Martin-le-Mault  (en occitano Sent Martin) es una población y comuna francesa, situada en la región de Lemosín, departamento de Alto Vienne, en el distrito de Bellac y cantón de Saint-Sulpice-les-Feuilles.

## Demografía
| 239 | 210 | 202 | 179 | 159 | 127 | 126 |
| Para los censos de 1962 a 1999 la población legal corresponde a la población sin duplicidades (Fuente: INSEE [Consultar]) |     |     |     |     |     |     |